# Ewald Dytko
Ewald Dytko (Zaleze, 18 ottobre 1914 – Katowice, 13 giugno 1993) è stato un calciatore polacco, di ruolo centrocampista.